# Liste der Nummer-eins-Hits in Norwegen (1959)
Diese Liste enthält alle Nummer-eins-Hits in Norwegen im Jahr 1959. Es gab in diesem Jahr zehn Nummer-eins-Singles.
| Singles |
| --- |
| - Louis Prima – Buona sera - 9 Wochen (45/1958 – 1/1959) - Connie Francis – Carolina Moon - 1 Woche (2/1959) - Kingston Trio – Tom Dooley - 7 Wochen (3/1959 – 9/1959, insgesamt 14 Wochen) - Little Richard – Baby Face - 3 Wochen (10/1959 – 12/1959) - Kingston Trio – Tom Dooley - 7 Wochen (13/1959 – 19/1959, insgesamt 14 Wochen) - Chris Barber’s Jazz Band – Petite fleur - 10 Wochen (20/1959 – 29/1959) - Per Asplin – En glad calypso om våren - 5 Wochen (30/1959 – 34/1959) - Cliff Richard – Living Doll - 10 Wochen (35/1959 – 44/1959) - Craig Douglas – Only Sixteen - 4 Wochen (45/1959 – 48/1959) - Cliff Richard – Travellin’ Light - 3 Wochen (49/1959 – 51/1959) - Emile Ford & The Checkmates – What Do You Want To Make Those Eyes At Me For - 7 Wochen (52/1959 – 5/1960) |

Siehe auch: Nummer-eins-Hits 1959 in  Australien, Belgien, Deutschland, Frankreich, Spanien, den Vereinigten Staaten und im Vereinigten Königreich.